# 이강호 (축구 선수)
이강호(李剛淏, 1990년 9월 2일~)는 대한민국의 축구선수로서 포지션은 골키퍼이다. 서울특별시 출생이다.

## 초창기
이강호는 차범근 축구교실을 다니다 신용산 초등학교로 스카우트되며 축구선수 생활을 시작했다. 이후 용강중학교로 진학하여 팀을 금강대기 전국 중,고 축구대회 준우승, 서울시장기배 우승으로 이끌었다. 여의도고등학교 진학을 앞두고 있던 2005년 선진 축구를 경험하기 위해 영국 유학을 결심했다. 당시 잉글랜드 풋볼 리그 챔피언쉽의 팀이었던 셰필드 유나이티드 입단 테스트를 통과해 유소년팀 소속으로 정식 입단하였다.

## 클럽 경력

### 셰필드 유나이티드
2005년 U-16팀으로 입단한 이강호는 리저브 팀으로 승격된 2009년까지 모든 유스 레벨에서 주전 골키퍼로 활약하며 기대감을 높였다. 당시 구단에서 직접적으로 이강호의 활약에 만족감을 표시하기도 했다. 같은 기간 소속팀은 이탈리아 리치오네컵 대회 준우승, 스페인 라망가 대회 우승, 북아일랜드 밀크컵 비티 트로피 우승 등 유럽 레벨 대회에서 좋은 성적을 거뒀다. 하지만 프로 계약을 앞두고 최근 2년 동안 국가대표팀 경기 75% 이상 출전 등 조건이 까다로운 영국의 취업허가(워크퍼밋)를 받지 못해 1군 진출이 무산되었다.

### 레이숑이스 SC
이적팀을 물색하던 이강호는 2009년 취업허가 조건이 영국만큼 까다롭지 않은 포르투갈 프리메이라리가 레이숑이스 SC의 입단 제의를 받고 계약을 맺었다. 하지만 당시 갑작스러운 재정난이 찾아온 레이숑이스 SC가 계약 내용을 이행할 수 없게 됨에 따라 입단이 좌절되었다.

### 맨리 유나이티드 FC
2010년 호주의 2부리그 맨리 유나이티드 FC에 입단하였다. 첫 번째 시즌에는 주전으로 활약하며 팀의 와라타컵 우승을 이끌었으나 두 번째 시즌 중 부상을 당하여 치료를 위해 한국으로 복귀하였다.

## 근황
치료를 마치고 공익근무요원으로 복무하면서 서울 FC 마르티스와 서울 유나이티드 FC에서 실전 감각을 유지했다. 특히 서울 유나이티드 FC에서는 '라젠카'라는 별명을 얻으며 좋은 활약을 펼쳤다. 2014년 9월 소집해제로 병역의 의무를 끝마쳤으며 주전으로 활약을 이어가다 2015년 7월, 새로운 도전을 위해 서울 유나이티드에서 퇴단했다.
퇴단 후, GK 열혈강호라는 유튜브 채널에 2020년 5월 19일부터 첫 영상을 올리며 지금까지 활동하고 있다